# Кири-э
Кири- э — традиционное японское искусство резки по бумаге.

### История зарождения искусства  Кири-э
Своему зарождению оно обязано буддийскому монаху, который в VII веке привёз на остров китайскую бумагу Васи.
К VIII веку японцы усовершенствовали качество бумаги и наладили собственное производство, что привело к развитию Кири-э.
В XVII веке, в период Эдо, Кири-э стало частью исполнительского искусства Камикири. Это были импровизированные выступления, на которых мастера вырезали по запросу публики картинки, а приглашённые музыканты играли на своих инструментах.